# Tossal de la Baltasana
El Tossal de la Baltasana és un turó que es troba a les muntanyes de Prades, a cavall entre la Conca de Barberà i el Baix Camp, entre Vimbodí i Poblet i Prades, a uns 2 km en línia recta d'aquesta darrera població. És vèrtex geodèsic (número 261129001) i, amb els seus 1.201,9 metres sobre el nivell del mar, és el punt més alt d'aquestes muntanyes. S'hi accedeix pel sender de gran recorregut GR-171, que hi passa a tocar.
Forma part de la cresta que parteix la conca de l'Ebre (riu de Montsant) de la del Francolí. És també el cim més alt de les comarques del Baix Camp i de la Conca de Barberà.
Al seu voltant hi ha l'única colònia de roure reboll (Quercus pyrenaica) de tot Catalunya.
Aquest cim està inclòs al llistat dels 100 cims de la FEEC. 